# Ommatius annulitarsis
Ommatius annulitarsis là một loài ruồi trong họ Asilidae. Ommatius annulitarsis được Curran miêu tả năm 1927. Loài này phân bố ở vùng nhiệt đới châu Phi.